# Dol pri Šmarjeti
Dol pri Šmarjeti je naselje v Občini Šmarješke Toplice.